# Ariel Ortega
Arnaldo Ariel Ortega, argentinski nogometaš, * 4. marec 1974, Ledesma, Jujuy, Argentina.
Sodeloval je na nogometnemu delu poletnih olimpijskih iger leta 1996.